# BMX Hellriders
BMX Hellriders (originaltitel: Rad) är en amerikansk sport-dramafilm från 1986. Den är regisserad av Hal Needham och med manus skrivet av Sam Bernard och Geoffrey Edwards.
Filmen hade premiär i Sverige den 15 maj 1987 och var på den tiden barntillåten.

## Handling
Bill Allen i huvudrollen som Cru Jones, måste välja mellan att skriva SAT-provet för att kunna komma in på college eller att delta i en BMX-tävling där han kan vinna 100 000 dollar.

## Rollista (i urval)
| - Bill Allen – Cru - Lori Loughlin – Christian - Talia Shire – Mrs. Jones - Ray Walston – Burton Timmer - Alfie Wise – Eliott Dole - Jack Weston – Duke Best | - Bart Conner – Bart Taylor - Marta Kober – Becky - Jamie Clarke – Luke - Laura Jacoby – Wesley Jones - H.B. Haggerty – Sgt. Smith - Chad Hayes – Rex Reynolds |